# Кајлуа (округ Хаваји)
Кајлуа (енгл. Kailua) насељено је место за статистичке потребе у америчкој савезној држави Хаваји. По попису становништва из 2010. у њему је живело 11.975 становника.

## Демографија
Према попису становништва из 2010. у граду је живело 11.975 становника, што је 2.105 (21,3%) становника више него 2000. године.
| Група             | 2000.         | 2010.         |
| Белци             | 3.596 (36,4%) | 4.137 (34,5%) |
| Афроамериканци    | 45 (0,5%)     | 53 (0,4%)     |
| Азијати           | 1.804 (18,3%) | 2.172 (18,1%) |
| Хиспаноамериканци | 1.007 (10,2%) | 1.463 (12,2%) |
| Укупно            | 9.870         | 11.975        |